# Luke Rhinehart
Luke Rhinehart, pseudonym för George Cockcroft, var en amerikansk författare, född 15 november 1932, död 6 november 2020. 
Mycket är känt om hans liv men det är osäkert om någon av denna information är tillförlitlig. Ett av hans motton är: "This truth above all: Fake it", vilket gör att hans läsare tar allt han säger med en lika stor nypa salt som om han varit en fiktiv karaktär. Hans närstående, i likhet med karaktärerna i hans böcker, är även de väldigt kreativa när det gäller att besvara frågor.
Pseudonymen Luke Rhinehart använder han även som namn för huvudpersonen i flera av sina verk. Det verk som har gjort Rhinehart till nutidslegend är Tärningspelaren. Här möter vi huvudpersonen Luke Rhinehart som efter ett misslyckat parti poker bestämmer sig för att slumpen hädanefter ska utforma hans öde - slumpen i form av en tärning.